# Berit Carow
Berit Carow (ur. 12 stycznia 1981 w Berlinie) – niemiecka wioślarka.

## Osiągnięcia
- Mistrzostwa Świata – Mediolan 2003 – czwórka podwójna wagi lekkiej – 5. miejsce[1].
- Mistrzostwa Świata – Eton 2006 – jedynka wagi lekkiej – 2. miejsce[1].
- Mistrzostwa Świata – Monachium 2007 – dwójka podwójna wagi lekkiej – 3. miejsce[1].
- Igrzyska Olimpijskie – Pekin 2008 – dwójka podwójna wagi lekkiej – 4. miejsce[1].